# Aurora Dan
Aurora Dan   (Bucarest, 5 d'octubre de 1955), nascuda Crișu és una tiradora d'esgrima romanesa, ja retirada, especialista en floret, que va competir durant les dècades de 1970 i 1980.
El 1980 va prendre en els Jocs Olímpics d'Estiu de Moscou, on fou novena en la competició del floret per equips del programa d'esgrima. Quatre anys més tard, als Jocs de Los Angeles, va guanyar la medalla de plata en la prova del mateixa prova, mentre en el floret individual fou novena.
En el seu palmarès també destaca una medalla de bronze al Campionat del món d'esgrima de 1977 i una medalla d'or i dues de plata a les Universíades de 1981 i 1983. El 1981 i 1982 guanyà el campionat nacional individual.
Després de retirar-se passà a ser entrenadora d'esgrima al CS Dinamo. Es casà amb el jugador d'handbol Dan Marin.